# Biserica Vetero-Catolică
Biserica Vetero-Catolică, sau Biserica Veche-Catolică (în neerlandeză De Oud-katholieke Kerk, în germană Die Alt-Katholische Kirche), sau Biserica Creștină Catolică (în franceză L'Église chrétienne catholique), este o uniune de Biserici locale care aparțin de Utrecht, rupte din Biserica Catolică romană în 1870.